# Ingemo
Ingemo är en yngre form av det fornnordiska kvinnonamnet Ingimodh som är bildat av gudanamnet Ing och modh (sinne).
Den 31 december 2014 fanns det totalt 537 kvinnor folkbokförda i Sverige med namnet Ingemo, varav 209 bar det som tilltalsnamn.
Namnsdag: saknas (1986-1992: 7 april)

## Personer med namnet Ingemo
- Sankt Ingemo, svenskt katolskt helgon